# 徽川県
徽川県（きせん-けん）は中華人民共和国遼寧省にかつて存在した県。現在の阜新市阜新モンゴル族自治県北西部に相当する。
遼代に設置され、1204年（泰和4年）、金朝により廃止された。